# Christian Boltanski
Christian Liberté Boltanski (París, 6 de setembre de 1944 - 14 de juliol de 2021) va ser un escultor, fotògraf, pintor i cineasta francés. És conegut sobretot per les seues instal·lacions fotogràfiques i per un estil conceptual contemporani francés. Boltanski estava casat amb l'artista contemporània Annette Messager, i van optar per no tindre fills. Vivien a Malakoff, fora de París. Era germà del sociòleg Luc Boltanski i tio de l'escriptor Christophe Boltanski.

## Biografia
Boltanski va nàixer a París el 6 de setembre del 1944. Son pare, Étienne Alexandre Boltanski, era metge, jueu i havia vingut a França des de Rússia, mentre que Marie-Elise Ilari-Guérin, sa mare, era catòlica romana originària de Còrsega, però descendia de jueus ucraïnesos. La seua herència jueva va tindre una gran influència en casa de Boltanski. Durant la Segona Guerra Mundial, mentre vivia a París, son pare va escapar de la deportació amagant-se durant un any i mig en un espai baix de les taules del terra de la casa. Christian va créixer coneixent l'anècdota, i aquelles primeres experiències amb assumptes de guerra el van afectar profundament. També influirien en l'obra artística més endavant.

## Carrera inicial
Boltanski, que deixa els estudis als 12 anys, va començar a crear art a finals de la dècada de 1950, però no va arribar a tindre protagonisme fins una dècada després a través d’unes poques pel·lícules curtes d’avantguarda i alguns quaderns publicats en què feia referència a la seua infantesa. Va fer la primera exposició individual al teatre Le Ranelagh el maig de 1968. Aquelles primeres obres incloïen imatges de famílies ideals i estils de vida imaginaris (cosa que a Boltanski sempre li faltava), fets per mostrar com si estigueren als museus.

## Instal·lacions
Boltanski va començar a crear instal·lacions mixtes el 1986, amb la llum com a concepte essencial. Caixes de llanda, construccions semblants a un altar (p. Ex Chases School, 1986–1987), fotografies d’escolars jueus preses a Viena el 1931, utilitzades com a recordatori contundent de l’assassinat massiu de jueus per part dels nazis, tots aquells elements i materials utilitzats en la seua obra s'utilitzen per representar una profunda contemplació sobre la reconstrucció del passat. Mentre creava Réserve (exposició al Museum für Gegenwartskunst de Basilea el 1989), Boltanski va omplir habitacions i passadissos amb peces de roba gastades com a forma d’incitar a una profunda sensació de tragèdia humana als camps de concentració. Com en els seus treballs anteriors, els objectes serveixen com a implacables recordatoris de l'experiència i el patiment de l’ésser humà. A la peça, Monument (Odessa), utilitza sis fotografies d’estudiants jueus el 1939 i llums per semblar les espelmes de Yahrzeit per honrar i recordar els difunts. "El meu treball tracta sobre el fet de morir, però no es tracta del propi Holocaust".

## Exposicions
Boltanski va participar en més de 150 exposicions d'art a tot el món. Entre d'altres, va fer exposicions individuals al New Museum (1988), al Kunstmuseum Liechtenstein, al Magasin 3 d’Estocolm, a la galeria La Maison Rouge, a l’Institut Mathildenhöhe, a la Kewenig Galerie, al Musée d’Art et d’Histoire du Judaïsme, i molts altres.
El 2002, Boltanski va realitzar la instal·lació Totentanz II, una instal·lació d’ombra amb figures de coure, per al subterrani Centre d’Art Internacional de la Llum (CILA) a Unna, Alemanya. Nou anys després, el museu Es Baluard de Mallorca va exhibir Signatures de juliol a setembre de 2011. La instal·lació va ser concebuda per Boltanski específicament per a Es Baluard i centrada en la memòria dels treballadors que al segle XVII van construir les parets del museu.
A l'hivern del 2017 al 2018, Boltanski va crear una nova instal·lació per a l'Oude Kerk, titulada After. Es va abordar el tema de la vida després de la mort. L'exposició es va poder veure des de novembre de 2017 fins a abril de 2018.
Boltanski va morir el 14 de juliol de 2021 a l'Hôpital Cochin de París. Tenia 76 anys i patia una malaltia.

## Galeria

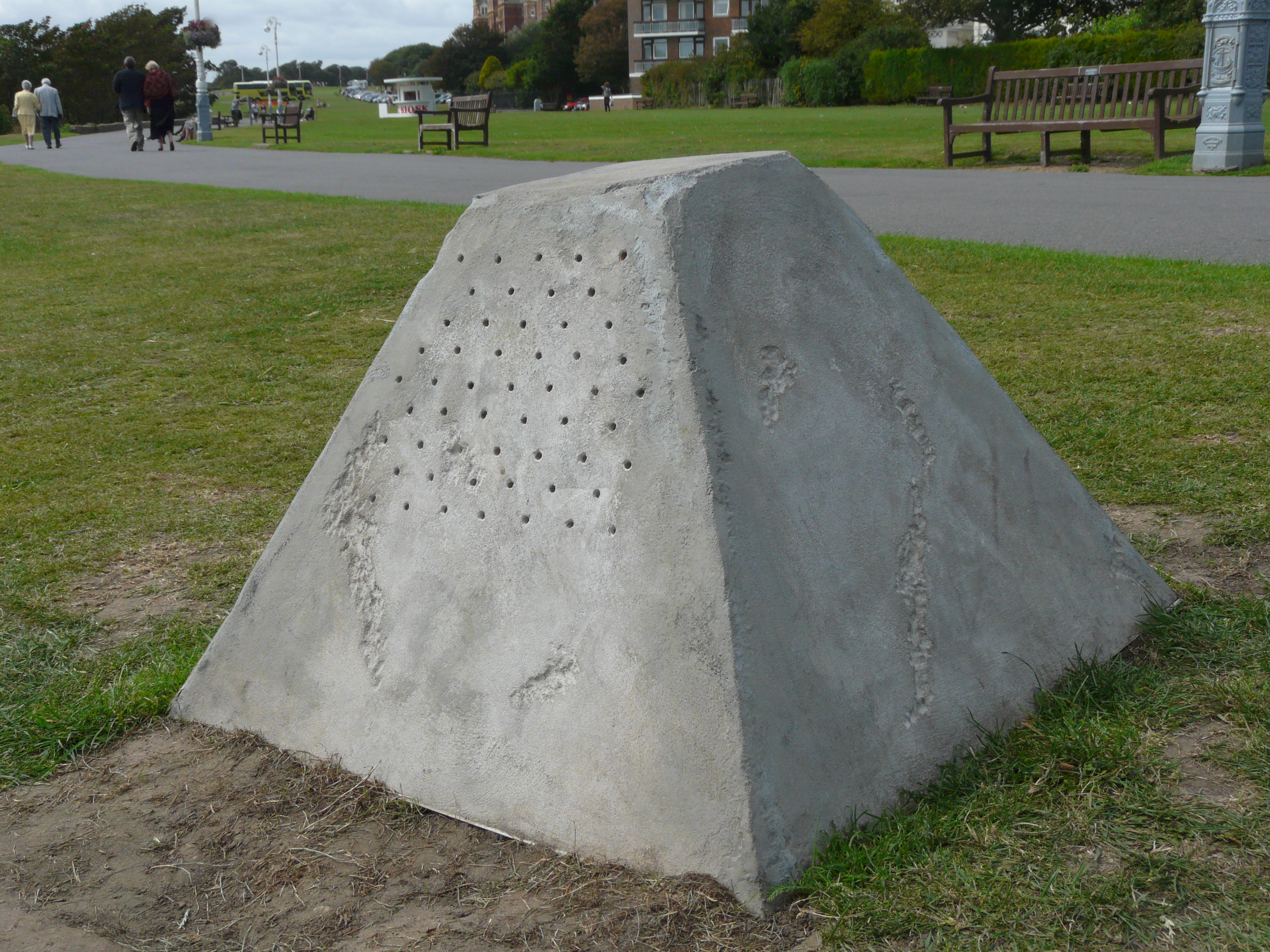
Instal·lació sonora The Whispers, Folkestone Triennal (2008)
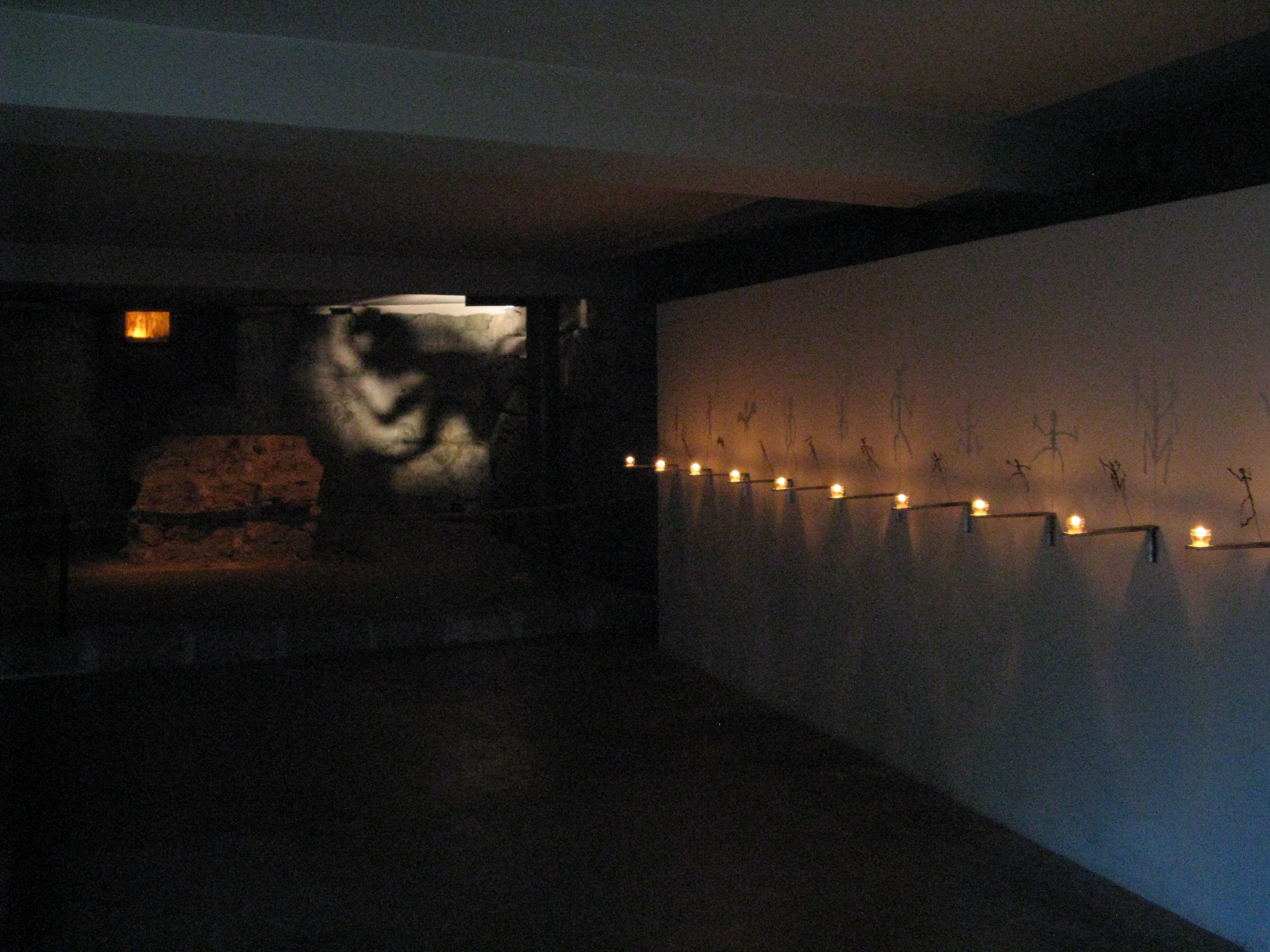
Vanitas, Salzburger Dom 2008.
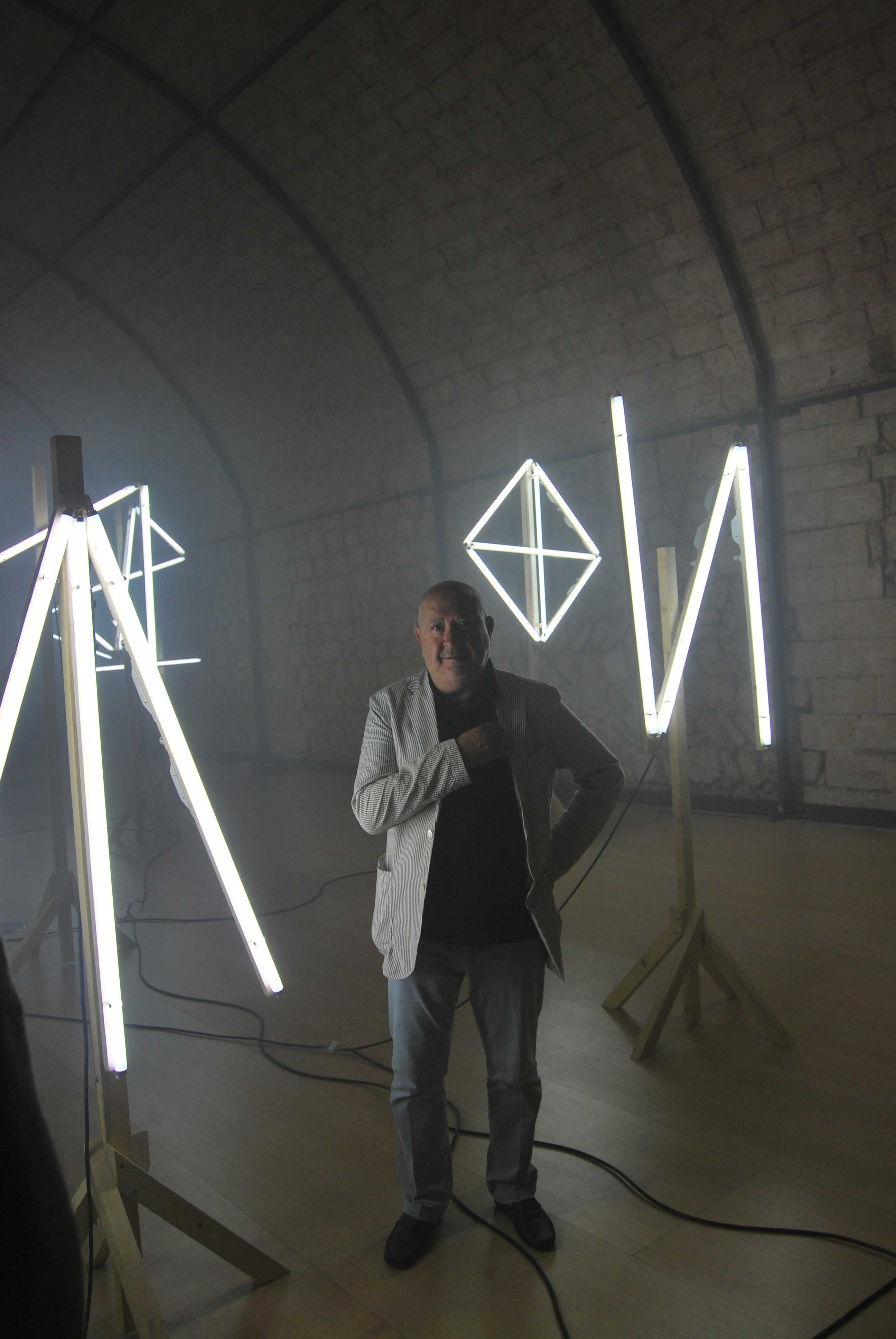
Signatures, 2011.
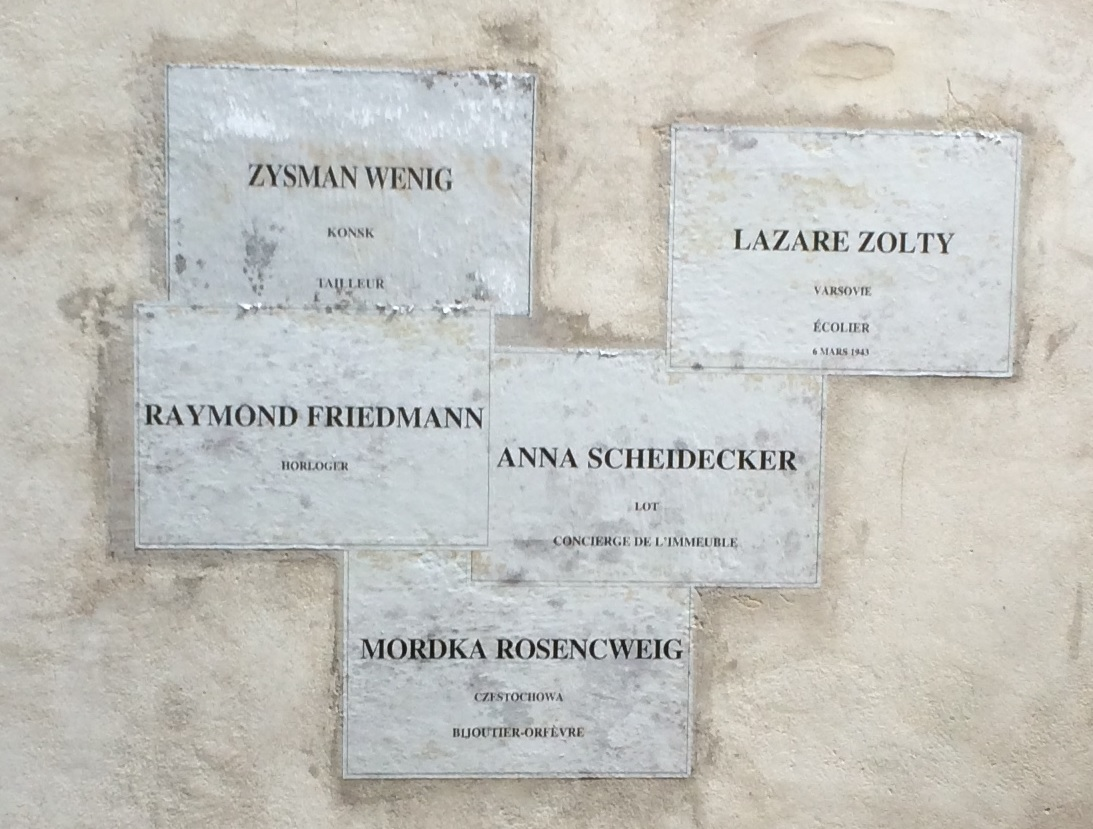
The inhabitants of the Hôtel de Saint-Aignan in 1939 (1998) – Musée d'Art et d'Histoire du Judaïsme.
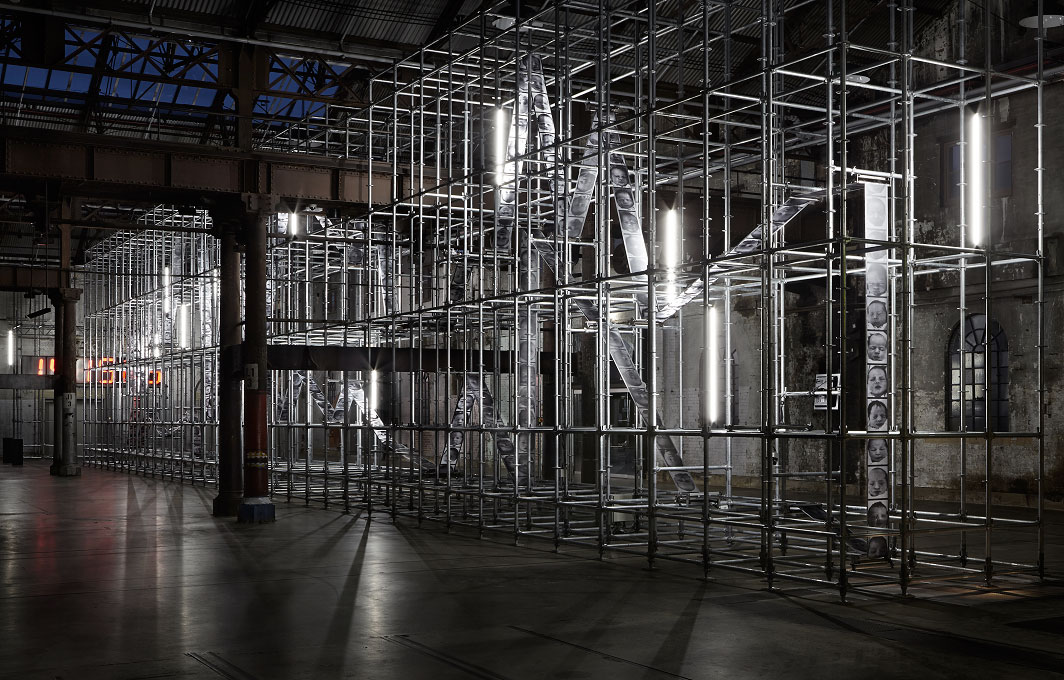
Chance, 2014.
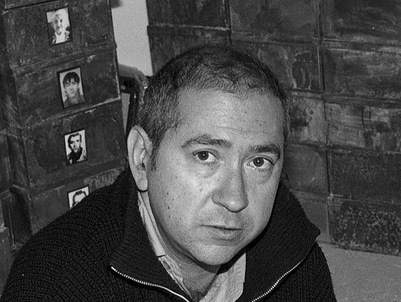
Christian Boltanski, 1990.
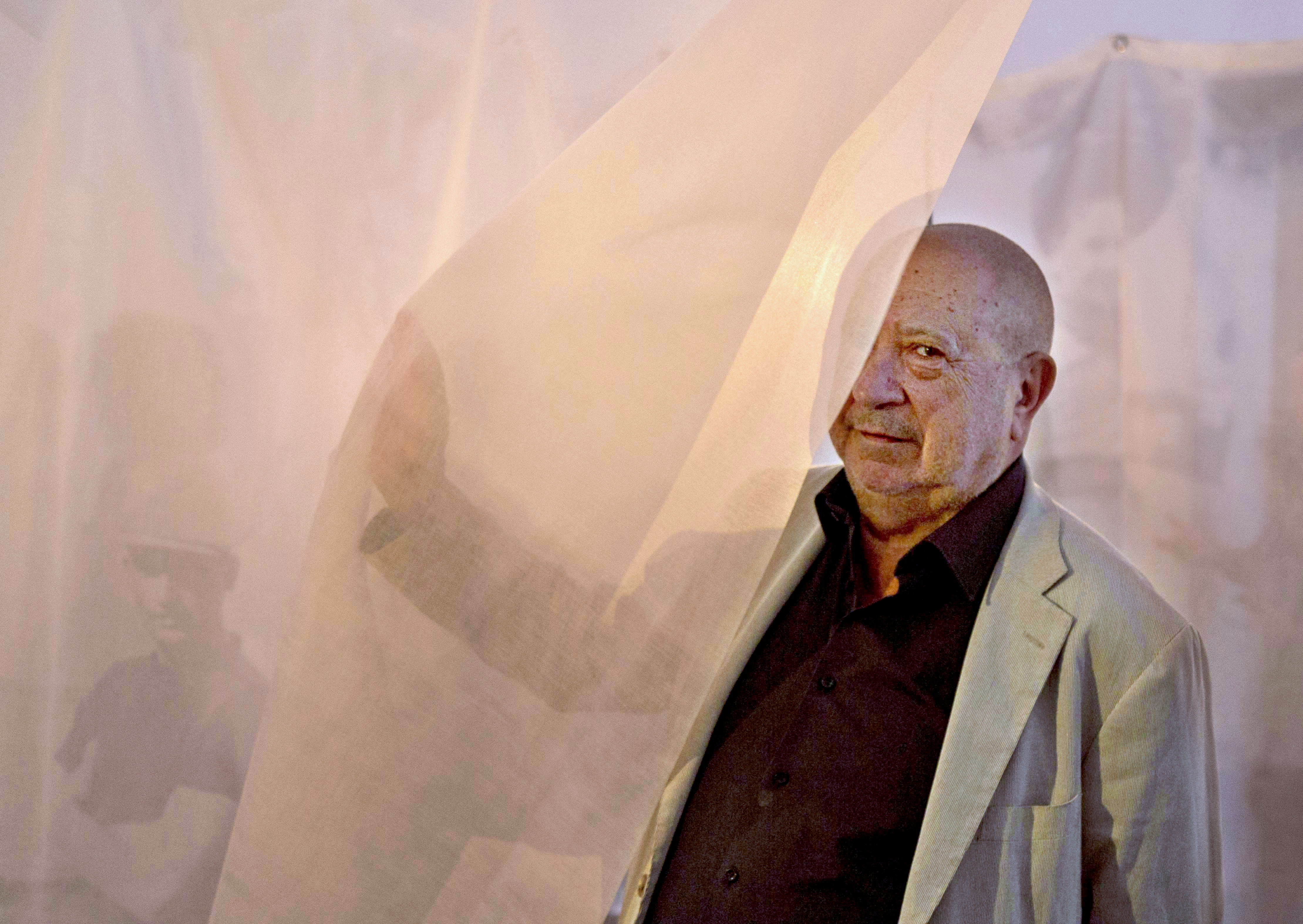
Christian Boltanski, 2015.